# Mario Varela Herrera
Mario Varela Herrera (Santiago, 12 de noviembre de 1953) es un técnico en plásticos y político chileno, miembro de la Unión Demócrata Independiente (UDI).
Ejerció como diputado por el distrito N.° 20 de la Región Metropolitana entre 2002 y 2006.

## Reseña biográfica
Nació el 12 de noviembre de 1953.
Está casado con Gabriela Montero Montt y son padres de cuatro hijos: Mario, María Gabriela, María Jesús y María de los Ángeles.
Los estudios secundarios los realizó en el Liceo Coeducacional de Talagante y los superiores en el Instituto Vicente Pérez Rosales, donde obtuvo el título de Técnico en Plásticos.
En diciembre de 2001 fue elegido diputado en representación de la Unión Demócrata Independiente (UDI), para el período 2002-2006, por el distrito N.º 20 de la Región Metropolitana correspondiente a las comunas de Estación Central, Maipú y Cerrillos.
Integró las Comisiones de Recursos Naturales, Bienes Nacionales y Medio Ambiente; Gobierno Interior, Regionalización, Planificación y Desarrollo Social; Investigadora sobre contaminación por plomo en ciudad de Arica e Investigadora sobre irregularidades en la Casa de Moneda de Chile (CMCh).
El 21 de septiembre de 2018 fue nombrado como Prosecretario de su partido.

## Historial electoral

### Elecciones parlamentarias de 2001
- Elecciones parlamentarias de 2001 para el Distrito 20 (Cerrillos, Estación Central y Maipú) [4]

### Elecciones parlamentarias de 2005
- Elecciones parlamentarias de 2005 a Diputados por el distrito N.°20 (Maipú, Estación Central y Cerrillos)[5]

### Elecciones parlamentarias de 2009
- Elecciones parlamentarias de 2009 a Diputado por el Distrito 18 (Cerro Navia, Lo Prado y Quinta Normal)[6]